# Bothus
Bothus es un género de peces pleuronectiformes de la familia Bothidae. Lo increíble de estos peces es su gran capacidad para comuflarse en el fondo del mar, ya que cambian de color para confundirse con su entorno según donde se encuentren.

## Especies
Se reconocen las siguientes especies:
- Bothus assimilis
- Bothus bleekeri
- Bothus constellatus
- Bothus ellipticus
- Bothus guibei
- Bothus leopardinus
- Bothus lunatus
- Bothus maculiferus
- Bothus mancus
- Bothus mellissi
- Bothus myriaster
- Bothus ocellatus
- Bothus pantherinus
- Bothus pellucida
- Bothus podas
- Bothus robinsi
- Bothus swio
- Bothus tricirrhitus